# Lutz Reinstrom
Lutz Reinstrom (* 29. März 1948 in Saßnitz) wurde 1992 in Hamburg als „Säurefassmörder“ bekannt. Seit dem 17. September 1991 befindet er sich ununterbrochen in Haft. Am 26. Mai 1992 verurteilte ihn das Landgericht Hamburg wegen versuchten schweren Raubes in Tateinheit mit Freiheitsberaubung und erpresserischem Menschenraub zu drei Jahren Freiheitsstrafe. Er verbüßte diese Strafe vollständig, verblieb jedoch in Untersuchungshaft für ein Verfahren vor dem Schwurgericht, das ihn am 22. Mai 1996 wegen Mordes in zwei Fällen zu einer lebenslangen Freiheitsstrafe mit anschließender Sicherungsverwahrung verurteilte.
Reinstrom führte in den 1980er Jahren ein kleines Pelzgeschäft in Hamburg, das er von seiner Mutter übernommen hatte. Die gelernte Kürschnerin war nach der Trennung von seinem Vater nach Hamburg gezogen und hatte das Geschäft 1956 eröffnet. Nach der Volksschule machte Lutz Reinstrom eine Kürschnerlehre und arbeitete nach der Gesellenprüfung für jeweils kurze Zeit bei unterschiedlichen Kürschnern, 1972 zum Beispiel bei Kürschnermeister Kurt K. 1973 begann er im Pelzgeschäft seiner Mutter zu arbeiten. 1975 heiratete er. Im selben Jahr fiel er aufgrund eines Betrugsversuchs bei der Meisterprüfung durch. Zwei Jahre später gelang es ihm jedoch, den Meisterbrief zu erlangen. Mitte der Achtziger Jahre geriet das Pelzgeschäft zunehmend in finanzielle Schieflage, so dass er den Laden 1989 schließlich aufgeben musste.

## Die Taten

### 1986
1983 hatte Reinstrom auf dem Grundstück seines Reihenhauses im Dompfaffenweg 35d in Hamburg-Rahlstedt einen unterirdischen Bunker errichtet. Dieser diente ihm angeblich entweder zum Schutz vor einem Atomkrieg, manchmal sagte er jedoch auch, er nutze ihn zum Trocknen und Lagern seiner Pelze. Am 12. März 1986 verschleppte er die 61 Jahre alte Ehefrau seines Lehrherrn, Hildegard K., nachdem er ihr u. a. Geld und Schmuck im Gesamtwert von etwa 40.000 D-Mark abgenommen hatte. Er sperrte sie in ein an den Bunkerraum angrenzendes Verlies, das nur durch eine enge Luke zu erreichen war. Er fesselte und quälte die Frau und zwang sie darüber hinaus, Briefe an ihre Angehörigen zu schreiben, damit niemand ihr Verschwinden bei der Polizei anzeige. Nach einer Woche tötete er sie, zersägte ihren Körper und warf die Leichenteile in ein Fass mit Säure, das er in seinem Garten vergrub.

### 1988
Am 5. Oktober 1988 sperrte Reinstrom die 31-jährige Industriekauffrau Annegret B., die er aus dem Schwimmverein kannte, in sein Verlies. Er räumte ihre Konten leer, folterte und missbrauchte sie sexuell und hielt ihre Marter auf Tonbändern und Fotos fest. Während ihrer Gefangenschaft musste auch B. Briefe schreiben, in denen sie Angehörigen mitteilte, sie habe sich entschieden, ab sofort im Ausland zu leben, da ihr altes Leben sie nicht ausgefüllt habe. B. gelang es, in ihren Briefen Hinweise auf ihren Entführer zu verstecken. Diese wurden jedoch erst Jahre später von einem Schriftsachverständigen erkannt, der die Schriftstücke im Auftrag der Polizei untersuchte. Nach etwa vier Wochen Gefangenschaft zwang Reinstrom B., sich vor ihrem Tod auf einer Tonbandaufnahme von ihm zu verabschieden, bevor er sie tötete und zerstückelte. Ihre Überreste versteckte er in einem weiteren Säurefass, das er im Garten seines Ferienhauses in Basedow bei Lauenburg vergrub.
Annegret B.s Mutter nannte Reinstrom nach dem spurlosen Verschwinden ihrer Tochter der Polizei gegenüber als einen Bekannten ihrer Tochter und möglichen Hinweisgeber, woraufhin er befragt wurde. Reinstrom verstand es jedoch, den Polizeibeamten, den er aus dem Schwimmverein persönlich kannte, zu überzeugen, dass er von nichts wisse, sodass weitere Ermittlungen unterblieben. Vermutlich war Annegret B. zu diesem Zeitpunkt noch am Leben.
Außerhalb seines Bunkers führte Reinstrom das Leben eines unbescholtenen und leutseligen Familienvaters, der als unterhaltsamer Sprücheklopfer und Geschichtenerzähler bekannt war. Der Hamburger Psychiatrieprofessor Hans-Jürgen Horn bescheinigte ihm später eine narzisstische Persönlichkeitsstörung sowie eine paraphile Veranlagung. Er neige zu einer krankhaften Form des Sadomasochismus, der klar von einvernehmlich ausgelebtem BDSM abzugrenzen sei.

### 1991
Drei Jahre später, am 6. September 1991, entführte Reinstrom Christa S. (53) (die neue Lebensgefährtin von Kurt K.) in ihrem eigenen Auto und verschleppte sie unter Einsatz eines Elektroschockers in seinen Bunker. Er fesselte sie mit Handschellen und zeigte ihr Polaroid-Fotos der nackten, gefesselten Annegret B. mit kahlgeschorenem Kopf. Reinstrom forderte 300.000 D-Mark Lösegeld  von seinem ehemaligen Chef. Da sich die Geldübergabe verzögerte und seine Frau vorzeitig aus dem Urlaub kam, fürchtete Reinstrom, entdeckt zu werden. Am 13. September 1991 brachte er Christa S. nach sieben Tagen Gefangenschaft nach Hamburg-Langenhorn und ließ sie vor einer Polizeiwache frei.

## Erste Verurteilung und weitere Ermittlungen
Reinstrom wurde am 17. September 1991 festgenommen, nachdem eine Fangschaltung während der Erpresseranrufe den Verdacht auf ihn gelenkt hatte. Am 26. Mai 1992 wurde er im Fall Christa S. wegen erpresserischen Menschenraubes zu drei Jahren Freiheitsstrafe verurteilt. Das sehr milde Urteil in dem „minderschweren Fall“ begründete die Kammer damit, dass der Angeklagte zum ersten Mal straffällig geworden und durch die Pleite seines Pelzgeschäfts in eine persönliche Krise geraten sei: „Die Kammer hat von der Möglichkeit der doppelten Strafmilderung Gebrauch gemacht. Bei der Bejahung des minderschweren Falles und bei der Zumessung der schuldgerechten Strafe wurde berücksichtigt, dass der Angeklagte bislang sozial eingeordnet gelebt hat und erstmals im Alter von 43 Jahren straffällig geworden ist. Nachdem seine bürgerliche Existenz und sein Selbstverständnis durch die erzwungene Aufgabe der beruflichen Tätigkeit ins Wanken geraten sind, ist es ihm nicht gelungen, beruflich wieder festen Fuß zu fassen, um den Lebensunterhalt für sich und seine Familie zu sichern. Er hat sich vielmehr in immer stärkerem Maße seiner Astrologiegläubigkeit hingegeben, die dann Auslöser dieser schweren Straftat geworden ist. Er hat kein durchgeplantes Konzept gehabt, sondern zeitweise spontan gehandelt. Die Lösegeldforderung ist von ihm nicht mit Todesdrohungen verknüpft worden. Soweit es die Lage zuließ, hat er sein Opfer gut behandelt. Er hat ein Geständnis abgelegt, das allerdings erheblich eingeschränkt war und daher auch nur in diesem Umfang mildernd berücksichtigt werden konnte. Der Angeklagte befindet sich das erste Mal in Haft und leidet unter dem Verlust des bürgerlichen Ansehens, von dem auch seine Familie betroffen ist.“
Strafmildernd wirkte sich ebenfalls aus, dass es Reinstrom im Prozess gelang, die Glaubwürdigkeit von Christa S. zu untergraben, indem er andeutete, Christa S. habe ihn zu der Erpressung angestiftet und gemeinsame Sache mit ihrem Entführer gemacht. Der Richter wies in der Urteilsbegründung ausdrücklich darauf hin, dass die Hauptbelastungszeugin offenkundig nicht alles gesagt habe, was sie wisse.
In der Hauptverhandlung sagte auch die Kriminalkommissarin Marianne Atzeroth-Freier als Zeugin aus, die während der Entführung von Christa S. als polizeiliche Opferbetreuerin für Kurt K. fungiert hatte und nach ihrer Freilassung in der Nacht vom 13. auf den 14. September 1991 hinzugezogen worden war, um Christa S. nach der polizeilichen Vernehmung nach Hause zu begleiten. In einer Verhandlungspause wurde die Kriminalbeamtin von Margarete R., Annegret B.s Mutter, angesprochen, der Parallelen zum Fall ihrer vermissten Tochter aufgefallen waren, die Lutz Reinstrom aus ihrem Schwimmverein kannte. Atzeroth-Freier forderte daraufhin bei der Vermisstenstelle die Akten „Hildegard K.“ und „Annegret B.“ an, die 1986 bzw. 1988 von Angehörigen vermisst gemeldet worden waren. Aufgrund zweier nahezu gleich lautender und direkt an die Polizei adressierter Schreiben der vermissten Frauen, in denen sie ihre Personalausweis-Nummern nannten und „klarstellten“, es gehe ihnen gut und sie seien nicht vermisst, wurden damals keine weiteren Nachforschungen zu ihrem Verbleib angestellt. Atzeroth-Freier stellte nun eigene Ermittlungen an, befragte Angehörige und Freunde der Vermissten, fertigte Listen von ihnen abhandengekommenen Wertgegenständen an und entdeckte so – teilweise in ihrer Freizeit, da die Mordkommission, der sie angehörte, sich für Vermisstensachen nicht zuständig fühlte – die auffälligen Parallelen der drei Fälle.

## Aufklärung
Gegen den hartnäckigen Widerstand ihres Vorgesetzten erreichte Atzeroth-Freier die Einrichtung einer Sonderkommission. Nachdem in einer von Reinstrom angemieteten Garage zahlreiche Gegenstände gefunden wurden, die Annegret B. gehörten (u. a. ein Sofa, das sie kurz vor ihrem Verschwinden bestellt hatte) und ermittelt werden konnte, dass Reinstrom das Auto von Annegret B. verkauft hatte, wurde die Durchsuchung seines Grundstücks in Hamburg-Rahlstedt, sowie seines Wochenendgrundstücks in Basedow (Herzogtum Lauenburg) angeordnet.
Auf dem Gelände des Sommerhauses in Basedow schlugen die Leichenspürhunde an, ohne dass man zunächst Leichenteile finden konnte. Nachbarn in Basedow berichteten, dass Reinstrom dort einige Zeit nach dem Verschwinden von Annegret B. eine tiefe Grube ausgehoben habe. Als die Polizei darauf mit schwerem Gerät anrückte, stieß sie am 1. Dezember 1992 unter einer Betonplatte auf ein Plastikfass mit menschlichen Überresten in Salzsäure. Die Knochen, die noch nicht zersetzt waren, konnten Annegret B. zugeordnet werden. Damit konfrontiert, teilte Reinstrom der Polizei mit, auch die Leiche von Hildegard K. in einem Säurefass am Dompfaffenweg vergraben zu haben, wo es am 4. Dezember 1992 von den Ermittlern sichergestellt wurde.

## Verfahren vor dem Schwurgericht und zweite Verurteilung
Die Hauptverhandlung vor dem Schwurgericht unter dem Vorsitzenden Gerhard Schaberg begann am 11. Januar 1995 und dauerte 93 Tage. Der Angeklagte bestritt, die beiden Frauen getötet zu haben, und machte auf Empfehlung seiner drei Verteidiger Leonore Gottschalk-Solger, Klaus Martini und Uwe Maeffert weitgehend von seinem Schweigerecht Gebrauch. Allerdings machte er auch widersprüchliche Angaben dazu, wie die Frauen ums Leben gekommen seien. Er sprach davon, dass eine „Organmafia“ die Frauen zur Gewinnung von Transplantationsmaterial getötet oder dass Hildegard K. sich unglücklicherweise beim Sturz auf der Treppe das Genick gebrochen habe. Zuletzt behauptete er, Annegret B. sei in der Sauna zu Tode gekommen, als sie ihn nach einvernehmlichem Geschlechtsverkehr heftig in den Penis gebissen habe, so dass er sie nicht weniger heftig von sich gestoßen und sie in der Sauna zurückgelassen habe, um sich um sein blutendes Glied zu kümmern. Das Schwurgericht sah sich dadurch veranlasst, den Gerichtsmediziner Klaus Püschel mit der Untersuchung des Angeklagten auf derartige Bissverletzungen zu beauftragen.
Nach 15 Monaten verhängte das Schwurgericht am 22. Mai 1996 ein Urteil mit den schwersten im deutschen Strafrecht vorgesehenen Sanktionen: lebenslange Freiheitsstrafe bei Feststellung der besonderen Schwere der Schuld mit anschließender Sicherungsverwahrung. Anders als im Fall Annegret B. sah sich das Gericht im Fall Hildegard K. nicht imstande, eine Tötung aus sexuellen Gründen, d. h. aus Mordlust oder zur Befriedigung des Geschlechtstriebs (§ 211 StGB), als erwiesen anzusehen, war aber davon überzeugt, dass die Tötung jedenfalls aus Habgier und zur Verdeckung einer Straftat erfolgt sei.
Der Fall wurde von großem Interesse der Medien begleitet, die ausführlich über alle verfügbaren Einzelheiten berichteten. Die Verteidiger beschwerten sich darüber, dass die Unschuldsvermutung für Teile der Presseleute nicht zu existieren scheine. Der Vorsitzende des Schwurgerichtes erwähnte in der mündlichen Urteilsbegründung auch diesen Punkt, indem er sagte, obgleich der Mordfall großes Aufsehen erregt und die Fantasie herausgefordert habe, gehöre die Beurteilung der medialen Berichterstattung nicht zu den Aufgaben des Gerichtes.

## Zusammenarbeit mit Kriminalpsychologen
Reinstrom war bereits gut 10 Jahre in Haft, als er dem Profiler und Kriminalpsychologen Thomas Müller 2003 in einem Interview Einblicke in seine Beweggründe und Erfahrungswelt gab. Die psychologische Erörterung von den Zusammenhängen zwischen der Persönlichkeit eines Täters, seinem Verhalten, und der Art und Weise, wie Straftaten begangen werden, ist ein wichtiger Zweig innerhalb der Forensik und wird genutzt, um mit Hilfe einer operativen Fallanalyse ein Täterprofil zu erstellen (englisch: „Offender Profiling“). Außerdem tragen Gespräche mit Intensivtätern, die wie Reinstrom bereit sind, Aussagen zu ihren Taten zu machen, dazu bei, die potenzielle Gefährlichkeit einzuschätzen, die Jahre später von solchen Tätern ausgeht.
Reinstrom gab Auskunft darüber, wie sich sein Wunsch nach Macht, Kontrolle und Dominanz auf die Planung und Umsetzung seiner Taten ausgewirkt hatte. Müller vertritt die Ansicht, dass außerordentliche Straftaten immer wieder Probleme in der Bearbeitung und Beurteilung mit sich bringen, da die Erfahrungswelten der Täter den Ermittlern in der Regel verborgen bleiben.

## Verfilmungen
Bereits 1996 zeigte die ARD den vom Fall Reinstrom inspirierten Psychothriller Angst hat eine kalte Hand mit Cornelia Froboess in der Rolle des Entführungsopfers. Regie führte Matti Geschonneck, das Drehbuch schrieb Rainer Berg.
2014 erschien mit Hilferuf aus dem Folterkeller ein erzählendes Sachbuch. Der Autor Heinrich Thies berichtete im Mai 2020 auch in der ZDF-Info-Dokumentation Ermittler! Spurlos verschwunden über den Fall. Hilferuf diente zudem als Vorlage für die 2022 produzierte Serie German Crime Story: Gefesselt.

## Trivia
Der Bau von Reinstroms Atomschutzbunker wurde staatlich bezuschusst. Auch Hamburgs damaliger Bürgermeister Klaus von Dohnanyi kam zur Eröffnung des unterirdischen Schutzraums. Das Verlies, in dem Reinstrom seine Opfer gefangen hielt, war jedoch in den offiziellen Bauplänen und -genehmigungen nicht eingezeichnet und wurde illegal errichtet.